# Alo Hauser

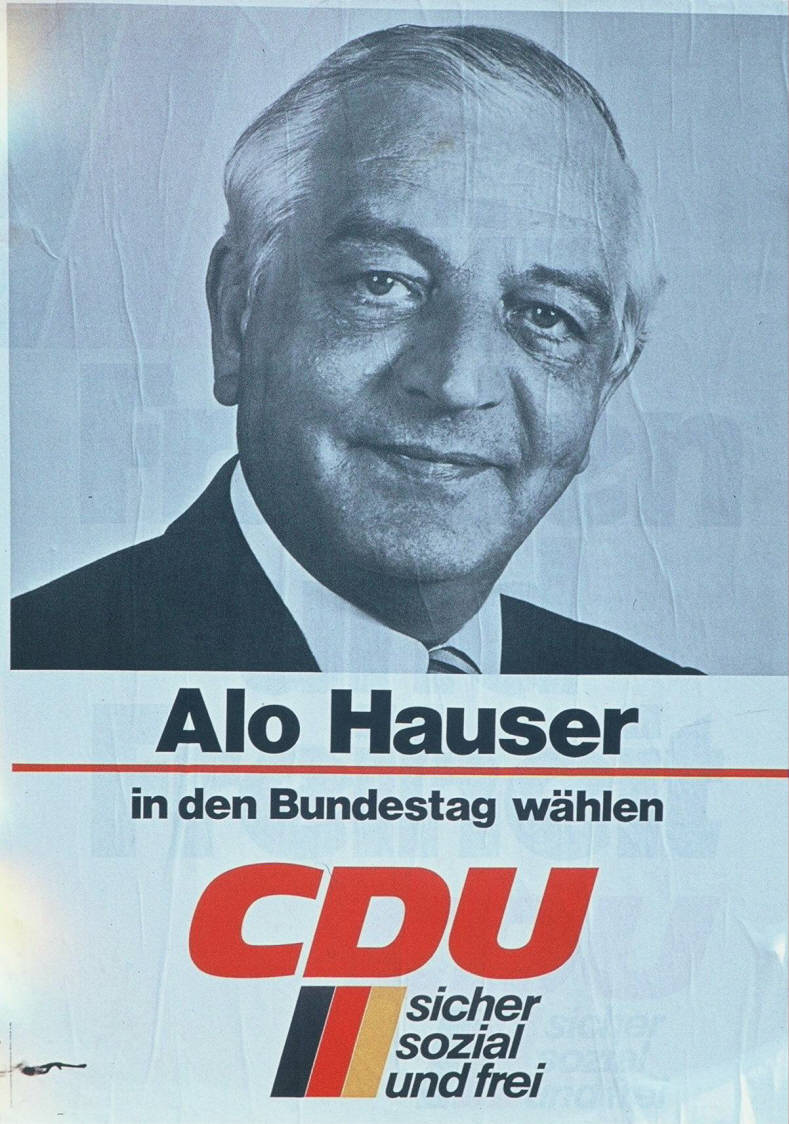
Kandidatenplakat Alo Hausers zur Bundestagswahl 1980

Johannes-Aloysius „Alo“ Hauser (* 7. Oktober 1930 in Bad Godesberg; † 29. Oktober 1997 in Düsseldorf) war ein deutscher Jurist und Politiker (CDU).

## Leben und Beruf
Nach dem Abitur 1950 nahm Hauser, der römisch-katholischen Glaubens war, ein Studium der Rechts- und Staatswissenschaften sowie der Volkswirtschaft und Betriebswirtschaft auf, das er 1954 mit dem ersten und 1959 mit dem zweiten juristischen Staatsexamen beendete. Anschließend war er als Rechtsanwalt in Bad Godesberg tätig. Hauser war Mitglied der katholischen Studentenverbindung KStV Arminia Bonn im KV. Sein jüngerer Halbbruder ist Norbert Hauser, sein Sohn Benedikt Hauser ist ebenfalls für die CDU aktiv und saß von 2010 bis 2012 im nordrhein-westfälischen Landtag.

## Partei
Hauser trat 1952 in die CDU ein. Er schloss sich der Jungen Union (JU) an, wurde 1956 in den JU-Landesvorstand gewählt und war von 1962 bis 1968 Landesvorsitzender der JU Rheinland. Von 1965 bis 1969 war er Mitglied im JU-Bundesvorstand. Er war von 1963 bis 1992 Kreisvorsitzender der CDU Bad Godesberg bzw. ab 1970 der CDU Bonn, wurde in den Landesvorstand der CDU Rheinland gewählt und war von 1988 bis zu seinem Tode Vorsitzender der Senioren-Union Nordrhein-Westfalen.

## Abgeordneter
Hauser war von 1956 bis 1970 Ratsmitglied der Stadt Bad Godesberg und anschließend bis 1972 Ratsmitglied der Stadt Bonn. Von 1956 bis 1961 war er Kreistagsmitglied des Kreises Bonn.
Hauser gehörte von 1958 bis zu seiner Mandatsniederlegung am 25. Oktober 1965 dem nordrhein-westfälischen Landtag an und war dort Mitglied des Jugendausschusses. Bei der Bundestagswahl 1965 wurde er über die Landesliste der CDU Nordrhein-Westfalen in den Deutschen Bundestag gewählt, dem er bis 1983 angehörte. Von 1969 bis 1983 vertrat er im Parlament den Wahlkreis Bonn.